# Rivière des Prairies (petite rivière Bleue)
Pour les articles homonymes, voir Rivière des Prairies (homonymie).
La Rivière des Prairies est un affluent de la Petite rivière Bleue, coulant dans la partie sud de la péninsule gaspésienne, entièrement dans la municipalité de Saint-Honoré-de-Témiscouata, dans la municipalité régionale de comté (MRC) de Témiscouata, dans la région administrative du Bas-Saint-Laurent, au Québec, au Canada.
Ce ruisseau se déverse sur la rive nord-est de la Petite rivière Bleue laquelle constitue la tête de la rivière Bleue). Cette dernière se déverse sur la rive nord de la rivière Saint-François. Cette dernière coule à son tour vers le sud en traversant le lac Beau, puis vers le sud-est en traversant le lac Glacier, jusqu’à la rive nord du fleuve Saint-Jean au Nouveau-Brunswick. Ce dernier coule d'abord vers l'est, puis vers le sud-est en traversant tout le Nouveau-Brunswick et se déverse sur la rive nord de la Baie de Fundy laquelle s’ouvre vers le sud-ouest sur l’océan Atlantique.
Le cours de la rivière des prairies est accessible par la rue Principale et par la route 185.

## Géographie
La Rivière des Prairies prend sa source d’un ruisseau de la municipalité de Saint-Honoré-de-Témiscouata, dans les monts Notre-Dame.
Cette source est située à :
- 2,4 km à l’ouest du centre du village de Saint-Honoré-de-Témiscouata ;
- 2,6 km au sud-est du sommet du mont Citadelle ;
- 4,0 km au sud-est du lac de la Grande Fourche ;
- 9,6 km au nord de la confluence de la « Rivière des Prairies » ;

À partir de sa source, la rivière des Prairies coule sur 12,3 km :
- 0,1 km vers le sud-ouest dans la municipalité de Saint-Honoré-de-Témiscouata, jusqu'au pont de la rue Principale ;
- 2,1 km vers le sud-ouest, jusqu’à la route 185 ;
- 2,7 km vers le sud-ouest, jusqu’à un ruisseau (venant de l’ouest) ;
- 1,7 km vers le sud-est, jusqu’au cours d’eau Desprès (venant de l’est) ;
- 0,7 km vers le sud, jusqu’au pont de la route du Dixième rang ;
- 5,0 km vers le sud-ouest, jusqu’à la confluence de la rivière[1].

La rivière des Prairies se déverse sur la rive ouest de la Petite rivière Bleue. La confluence de la rivière des Prairies est dans la partie sud-ouest de la Saint-Honoré-de-Témiscouata. Cette confluence est située à :
- 10,4 km au sud-ouest du centre du village de Saint-Honoré-de-Témiscouata ;
- 11,7 km au nord-est du Lac Pohénégamook ;
- 23,0 km au nord-est de la confluence de la Rivière Bleue (rivière Saint-François).

## Toponymie
Le toponyme « rivière des Prairies » fait référence à la partie supérieure de la rivière qui comporte seulement 14 mètres de dénivellation entre la source et le Pont du Dixième rang. Cette petite vallée supérieure qui comporte des zones de marais apparait comme une petite prairie. Il est officialisé le 31 mai 1983 à la Commission de toponymie du Québec.